# Ливрея

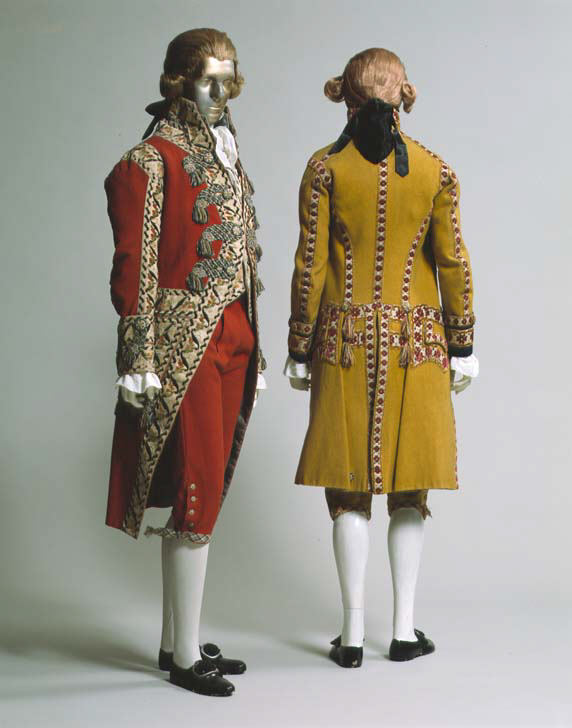
Экспонаты Метрополитен-музея. Начало XIX века

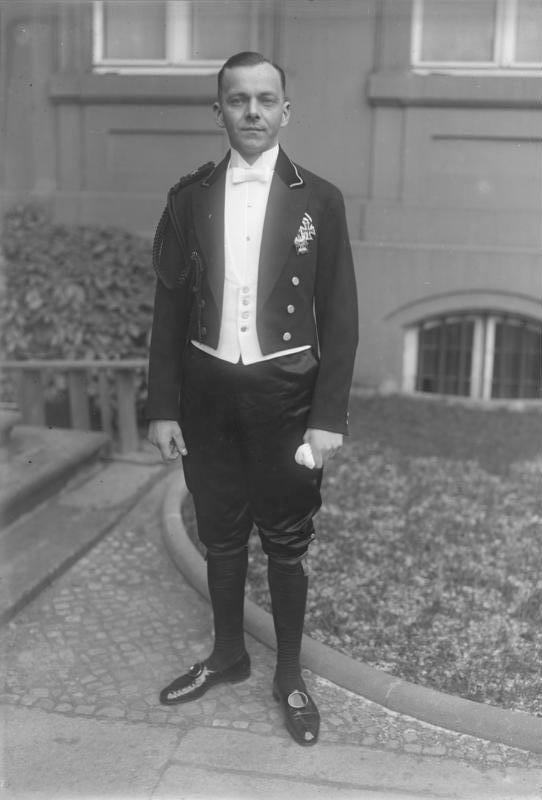
Камердинер рейхспрезидента Гинденбурга в гала-ливрее по случаю новогоднего приёма для зарубежных дипломатов. 1931

Ливре́я (фр. livrée — отправленная, порученная) — в буржуазных домах и при дворах форменная одежда особого покроя и определённого цвета для лакеев, швейцаров, кучеров и иных слуг. Обычно с выпушками, басонами, шерстяными аксельбантами, галунами, иногда с гербом господина на последних. В старой Франции — парадная одежда рыцарей и придворных, означающая принадлежность тому или иному сюзерену. Как в Средневековье, так и у лакеев в раннее Новое время ливрея часто носила геральдические цвета хозяина.
В европейском костюме ливрея появилась в XIV веке как одежда свиты и слуг более низкого звания, прислуживающих господину во время охоты и другого времяпрепровождения. Ливрею шили в цветах герба владетельного господина. Впоследствии ливрея стала варьироваться по крою и отделке в зависимости от функций слуг, например, домашних, доезжачих и конюхов. В России ливрея появилась из Европы в начале XVIII века и полностью соответствовала какое-то время европейскому образцу, но затем подверглась регламентации в зависимости от социального положения хозяина. Обедневшая аристократия вплоть до начала XX века пыталась сохранить ливрейных слуг как символ былого величия. Ливрею в конце XIX века носили по образцу предыдущего: она состояла из камзола, коротких штанов-кюлотов, нитяных чулок и перчаток.
Красной ливреей при дворе в России называли парадную ливрейную одежду придворных служителей — швейцаров и камер-лакеев, а их самих в такой униформе — красными лакеями. Красную ливрею обшивали широким золотым галуном с вытканными чёрными двуглавыми орлами. Повседневная ливрея была зелёного цвета, без галунов.
Элементы ливреи сохранились в униформе театральных служащих, гардеробщиков, лакеев и швейцаров. В авиационной среде ливреей называют раскраску самолёта. На автотранспорте используются с этой целью цветографические схемы.